# Europa (himna)
Europa je državna himna Kosova. Glazbu je napisao Mendi Mengjiqi, a teksta nema.